# Chiedo asilo
Chiedo Asilo (bra O Amigo das Crianças) é um filme franco-italiano de 1979, do gênero comédia dramática, dirigido por Marco Ferreri e protagonizado por Roberto Benigni.

## Sinopse
Roberto (Benigni) consegue um novo trabalho como educador de uma creche, só que ele não é um educador tradicional e acha que aquela creche não está adaptada às crianças. Sendo assim, ele acaba ignorando a pedagogia institucionalizada e oferece às crianças um outro modo de aprender as coisas.

## Elenco
- Roberto Benigni: Roberto
- Francesca De Sapio: Chiara
- Dominique Laffin: Isabella
- Luca Levi: Luca
- Girolamo Marzano: Mario
- Carlo Monni: Paolo
- Chiara Moretti: Irma
- Roberto Amaro: Robertino

## Prêmios e indicações
| Ano  | Prêmio             | Categoria                              | Recipiente    | Resultado                   |
| ---- | ------------------ | -------------------------------------- | ------------- | --------------------------- |
| 1980 | Festival de Berlim | Urso de Ouro: Melhor Diretor           | Marco Ferreri | Indicado[carece de fontes?] |
| 1980 | Festival de Berlim | Urso de Prata: Prêmio Especial do Júri | —             | Venceu                      |